# Amtsgericht Thorn
Das Amtsgericht Thorn war ein preußisches Amtsgericht mit Sitz in Thorn.

## Geschichte
In Thorn bestand von 1849 bis 1879 das Kreisgericht Thorn. Das königlich preußische Amtsgericht Thorn wurde mit Wirkung zum 1. Oktober  1879 als eines von neun Amtsgerichten im Bezirk des Landgerichtes Thorn im Bezirk des Oberlandesgerichtes Marienwerder gebildet. Der Sitz des Gerichtes war Thorn. Sein Gerichtsbezirk umfasste den Kreis Thorn ohne die Teile, die dem Amtsgericht Culmsee zugeordnet waren. Am Gericht bestanden 1880 sieben Richterstellen. Das Amtsgericht war damit ein großes Amtsgericht im Landgerichtsbezirk. Gerichtstage wurden in Schönsee gehalten. Der Amtsgerichtsbezirk kam aufgrund des Versailler Vertrages 1920 zu Polen, und das Amtsgericht stellte seine Arbeit ein. In Polen entstand das Sąd Powiatowy w Toruniu. Im Jahre 1939 wurde Polen deutsch besetzt. Im Rahmen der Neuorganisation der Gerichte in Ostdeutschland und im ehemaligen Polen wurden das Amtsgericht Thorn neu gebildet und erneut dem Landgericht Thorn zugeordnet.
Im Jahre 1945 wurde der Amtsgerichtsbezirk unter polnische Verwaltung gestellt, und die deutschen Einwohner wurden vertrieben. Damit endete auch die Geschichte des Amtsgerichtes Thorn. Unter polnischer Verwaltung entstand das Sąd Rejonowy w Toruniu (1950–1975: Sąd Powiatowy w Toruniu).